# Marcel Henric
Pour les articles homonymes, voir Henric.
Pas d'image ? Cliquez ici

a Compétitions nationales et continentales officielles uniquement.

Dernière mise à jour le 20 avril 2025.
Marcel Henric, né le 2 avril 1897 à Colera (Espagne) ou Perpignan (France) et mort le 23 septembre 1935 à Thuir (France), est un joueur et entraîneur français de rugby à XV. Il joue avec l'US Perpignan aux postes de deuxième ligne et de troisième ligne centre avant de devenir entraîneur de l'US Perpignan et de son successeur, l'USA Perpignan.

## Biographie

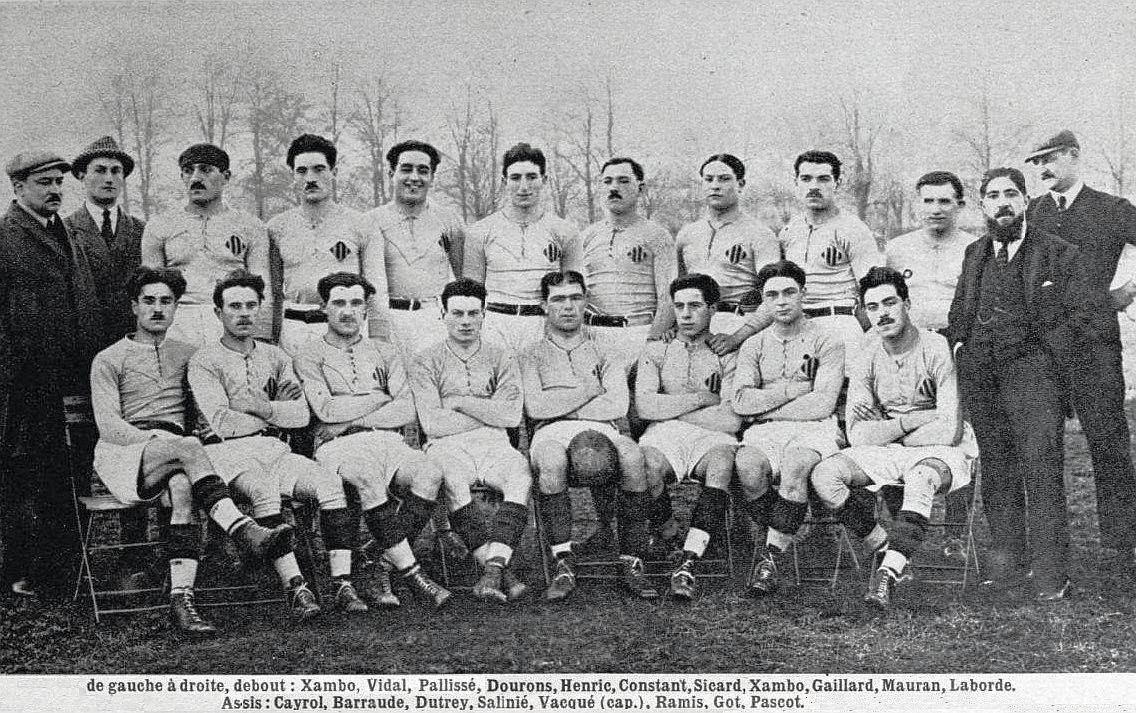
L'équipe de l'US Perpignan en mars 1921. Marcel Henric est le cinquième debout en partant de la gauche.

Marcel Henric naît le 2 avril 1897 à Colera en Espagne ou à Perpignan en France selon les sources.
Après le titre régional de 1920, le club de rugby à XV de l'Union sportive perpignanaise, où joue Marcel Henric, participe au Championnat de France, où ils sont éliminés par le Stadoceste tarbais sur le score de 16 à 8.
En 1921, avant la finale du Championnat de France contre le Stade toulousain, avec ses compagnons ils reçoivent une lettre de soutien du conseiller municipal de Perpignan Jean Payra. Lors de la finale, profitant d'une blessure aux côtes de Georges Constant, il est titularisé en troisième ligne centre, Joseph Martorell intégrant la feuille de match,. Les Perpignanais s'imposent 5 à 0 et sont champions de France. En mai 1921, en sa qualité de championnat de France en titre, Perpignan participe à la coupe du Petit-Journal, en jouant un match contre l'équipe de France. Perpignan s’incline 14 à 8.
Quatre ans plus tard, il est de nouveau titulaire lors du deuxième titre de champion de France de l'US Perpignan après une finale gagnée 5 à 0 contre l'AS Carcassonne.
En 1926, son équipe s'incline lors de la finale de Championnat de France contre le Stade toulousain.
Le 20 mars 1927, il marque un essai face à l'US Quillan, en quart de finale du Championnat de France. Son équipe remporte le match 22 à 3.
En 1930, après avoir mis fin à sa carrière de joueur, il revient à l'US Perpignan dans l'équipe réserve, avec laquelle il participe au Championnat de France. Cette année-là, il est champion de France réserves en 1930 en tant qu'entraîneur-joueur.
Il est considéré comme l'un des meilleurs avants français d'avant et d'après guerre. Au total, il joue 18 années à Perpignan.
Après la création de l'USA Perpignan, il devient le premier entraîneur du club[réf. nécessaire] qu'il mène en finale du Championnat de France en 1935 et qui remporte le Challenge Yves du Manoir la même année.
Marcel Henric meurt le 23 septembre 1935 à Thuir d'une angine de poitrine,,. Pour ses obsèques, de nombreuses couronnes, sont envoyées par l'USAP et le Comité du Roussillon. Parmi les anciens joueurs présents, il y a Louis Argelès, Georges Constant, Étienne Cayrol et Roger Ramis.

## Vie privée
Marcel Henric est le fils de Joseph Henric, négociants à Perpignan et Claire Henric, née Garcias.
Marcel Henric est pendant la Première Guerre mondiale, caporal au 80e régiment d'infanterie, à Narbonne. Il a également quatre sœurs : Thérèse, Françoise, Lucie et Claire, également deux frères prénommés Joseph. L'ainé, sergent chef de la 2e section de la première compagnie du 53e régiment d'infanterie, est trois-quarts aile au Stade olympien perpignanais et est cité à l'ordre pour sa bravoure après avoir été tué glorieusement à 21 ans devant l'ennemi pour la France en tête de sa section, le 7 novembre 1914.
Le cadet est à l'instar de ses deux autres frères, joueur de rugby à XV. Joseph Henric est un joueur du Stade Français, du Club athlétique des sports généraux, de la Bourse de Paris et de l'USA Perpignan. Celui-ci s'oriente dans le rugby à XIII, où il devient entraîneur, dirigeant et directeur sportif du XIII catalan. Il est finaliste du Championnat de France 1938-1939 avec l'USA Perpignan. Ce dernier devient membre de la commission d'athlétisme de Thuir.

## Palmarès

### Joueur
- Vainqueur du Championnat du Languedoc en 1920 avec l'US Perpignan.
- Vainqueur du Championnat de France en 1921 et 1925 avec l'Union sportive perpignanaise.
- Finaliste de la Coupe du « Petit-Journal » en 1921 avec l'US Perpignan[7]
- Finaliste du Championnat de France en 1926 avec l'US Perpignan.
- Vainqueur du Championnat de France réserve en 1930 avec l'US Perpignan.

### Entraîneur
- Vainqueur du Championnat de France réserve en 1930 avec l'US Perpignan.
- Vainqueur du Challenge Yves du Manoir en 1935 avec l'USA Perpignan.
- Finaliste du Championnat de France en 1935 avec l'USA Perpignan.